# Mysmena haban
Mysmena haban là một loài nhện trong họ Mysmenidae.
Loài này thuộc chi Mysmena. Mysmena haban được miêu tả năm 2009 bởi Miller, Griswold & Yin.